# Noms et titres de Fatima Zahra
Fatima (505/15-532 CE) est la fille de Mahomet, prophète de l'islam, et l'épouse de son cousin Ali, quatrième des califes bien guidés et premier imam chiite. Fatima est comparée à Marie, mère de Jésus, notamment dans le chiisme,. Son nom et ses épithètes restent des choix populaires pour les filles musulmanes,.

## Noms et titres
Son épithète la plus commune est al-Zahra (litt. la droite) qui montre sa piété et sa régularité dans la prière. Le chiite Ibn Babawahy écrit qu'à chaque fois que Fatima priait, sa lumière brillait pour les habitants des cieux comme la lumière des étoiles brille pour les habitants de la terre. D'autres titres chiites pour elle sont al-Ṣiddiqa (litt. la droite), al-Tahira (litt. la pure), al-Mubaraka (litt. la bénie), et al-Mansura (litt. secourue par Dieu). Un autre titre chiite est al-Muḥadditha, compte tenu des rapports selon lesquels des anges ont parlé à Fatima à plusieurs reprises,,, semblable à Marie, mère de Jésus.
Fatima est également connue sous les titres de Sayyidat Nisa' al-Janna (litt. dame des femmes du paradis) et Sayyidat Nisa' al-Alamin (litt. dame des femmes du monde) dans les recueils de hadiths, chiites et sunnites, dont les canoniques sunnites Sahih al-Bukhari et Sahih Muslim.

### Fatima
Le nom Fatima vient de la racine arabe f t m (litt. sevrer) qui corresponde à la croyance chiite proclamant qu'elle ainsi que sa progéniture et ses adhérents (chiites) sont épargnés du feu de l'enfer,,. Alternativement, le mot Fatima est associé dans les sources chiites à Fatir (litt. créateur , un des noms de Dieu) comme symbole terrestre de la puissance créatrice divine.

### Kunyas
Un des kunyas — ou titres honorifiques — de Fatima dans l'Islam est Umm Abiha (litt. la mère de son père), suggérant que Fatima était exceptionnellement attentionnée envers son père,,. Umm al-Aima (litt. la mère des imams) est une autre kunya de Fatima dans les sources duodécimaines, puisque onze des douze Imams sont ses descendants.